# باشگاه فوتبال گانگوون
باشگاه فوتبال گانگوون (به کره‌ای: 강원 FC) یک باشگاه فوتبال در استان گانگوون در کشور کره جنوبی می‌باشد که در کی لیگ بازی می‌کند.
این باشگاه در تاریخ ۱۸ دسامبر ۲۰۰۸ میلادی تأسیس شده‌است.
گانکون از سال ۲۰۰۹ وارد مسابقات کی‌لیگ شده‌است.